# Reloj de Agua (Indianápolis)
El Reloj de Agua, también conocido como El Reloj Gigante de Agua, se encuentra en la colección permanente del Museo de los Niños de Indianápolis, localizado en Indianápolis, Indiana, Estados Unidos. El moderno reloj de agua (o clepsidra), se ubica en el Atrio Sunburst del Museo de los Niños, y es adyacente con respecto a la escalera principal que dirige al segundo piso. El reloj fue creado por el científico y artista francés Bernard Gitton en 1998, el mismo año en el cual el museo lo adquirió. El reloj artístico de 8.1m (26.5ft) de altura, es el reloj de agua más alto en Norte América.

## Descripción
El reloj de agua, creado por el químico y artista francés Bernard Gitton, mide aproximadamente 8 metros de altura. De igual forma, creó más de 40 piezas de vidrio y 100 piezas de metal. Las luces en el reloj son verde claro y el agua en él es teñida de azul. El gran reloj está hecho de vidrio, acero, y contiene 70 galones de una solución de agua desionizada, metanol, y colorante.
Fue ensamblado en Francia para asegurar su funcionamiento, posteriormente fue desarmado y enviado en barco a Indianápolis. Finalmente fue ensamblado en el Museo de los Niños en un lapso de dos semanas.

### Proceso
Funcionalmente, un reloj de agua de Gitton consiste de cuatro subsistemas: Un oscilador (El péndulo), un divisor de frecuencia, un contador de minutor (Discos minuteros), y un contador de horas (Esferas contadoras de horas). El agua desde una bomba en la base, justo debajo del reloj, es bombeada a través de una tubería que corre desde en medio del reloj hacia un depósito que está en parte la superior. El agua, después comienza a gotear sobre un pequeño recipiente en forma de cuchara y el cual está conectado al péndulo de color verde. El péndulo causa que el recipiente en forma de cuchara deposite el agua dentro de una serie de sifones. Los sifones se llenan y vacían en los discos que cuentan los minutos. Un Sifón es un tubo con forma invertida de "U”, el cual, causa que la solución fluya sin necesidad de ser bombeada, impulsada por la caída del agua mientras fluye hacia abajo por la tubería debido a la fuerza de gravedad. Un disco contador de minutos representa dos minutos. Cuando los treinta discos contadores de minutos están llenos, se vacían y la parte adicional del recipiente se llena. Dos veces al día, en punto de la una, todos las esferas que cuentan las horas y discos que cuentan los minutos están llenos así que el agua se vacía hasta únicamente la primera hora de la esfera que está llena a la mitad.
Para leer la hora del reloj, la persona debe encontrar la esfera de “hora” en el número que está recubierta de lado izquierdo del reloj, y el número de discos llenos que cuentan los “minutos”, ya que cada disco lleno equivale dos minutos. 
Moving water makes a siphon -\ You will not see it pull \ 'Til it reaches to the minutes' sphere \ And makes the water flow.
At every single hour \ When the minutes' side is full \ The "minutes matching" U-tube burps: \ Another siphon pulls.

## Mantenimiento
El reloj de agua tiene dos bombas en sus basamentos, una que se encarga del continuo funcionamiento del reloj, y una de reserva en caso de falla de la anterior. Los 70 galones en el reloj, no son simplemente de agua pura, sino que se componen de agua desionizada (para mantenerla como aislante de electricidad), colorante (para ver el agua con mayor facilidad), y metanol (para evitar el crecimiento de bacterias en el interior del reloj). El color del agua puede ser cambiado, esto puede ser logrado al parar el reloj, drenar el agua, y sustituirla por agua teñida del nuevo color. 

## Artista
El creador del Reloj Gigante de Agua, Bernard Gitton, completó su obra en el año 1998 y lo trajo pieza por pieza al Museo de los Niños para que fuera ensamblado. Gitton, es un físico-químico y artista francés que combina sus conocimientos al crear relojes de agua, calculadoras de agua, fuentes, y otros elementos de ciencia y arte, desde 1979. Gitton comenzó a realizar estos ítems de ciencia artística a la edad de 43 años, cuando dejó el mundo de la investigación científica para iniciarse en el ámbito artístico.